# Nova Tebas
Nova Tebas är en kommun i Brasilien.   Den ligger i delstaten Paraná, i den södra delen av landet, 1 000 km söder om huvudstaden Brasília. Antalet invånare är 7 389.
Omgivningarna runt Nova Tebas är huvudsakligen savann. Runt Nova Tebas är det glesbefolkat, med 13 invånare per kvadratkilometer.